# Inodrillia pharcida
Inodrillia pharcida é uma espécie de gastrópode do gênero Inodrillia, pertencente a família Horaiclavidae.